# Ladies Night (musikalbum)
Ladies Night är den brittiska tjejgruppen Atomic Kittens tredje studioalbum, utgivet den 10 november 2003.
På de två första albumen, Right Now (2000) och Feels So Good (2002), hade Atomic Kitten i stort sett förlitat sig på andra låtskrivare, men i och med Ladies Night ville tjejerna själva bidra med låttexter. Ett exempel är det avslutande spåret, "Someone Like Me", som är skrivet av Liz McClarnon.

## Låtförteckning
1. "Ladies Night" – 3:08
2. "Be With You" – 3:38
3. "Don't Go Breaking My Heart" – 3:43
4. "If You Come To Me" – 3:46
5. "Believer" – 3:46
6. "Everything Goes Around" – 3:06
7. "Somebody Like You" – 3:57
8. "Nothing In The World" – 3:59
9. "Always Be My Baby" – 3:20
10. "I Won't Be There" – 3:53
11. "Never Get Over You" – 3:57
12. "Don't You Know" – 3:24
13. "Loving You" – 3:11
14. "Don't Let Me Down" – 3:40
15. "Someone Like Me" – 2:09

## Singlar
1. "If You Come to Me" – 15 september 2003
2. "Ladies Night" – 15 december 2003 (Kool and the Gang-cover)
3. "Someone Like Me / Right Now 2004" – 29 mars 2004 (dubbel A-sida)